# Wayne McCarney
Wayne McCarney (ur. 30 czerwca 1966 w Colac) – australijski kolarz torowy i szosowy, brązowy medalista olimpijski.

## Kariera
Pierwsze sukcesy w karierze Wayne McCarney osiągnął w 1986 roku, kiedy zdobył dwa medale podczas igrzysk Wspólnoty Narodów w Edynburgu. Wspólnie z kolegami z reprezentacji zwyciężył tam w drużynowym wyścigu na dochodzenie, a indywidualnie okazał się najlepszy w wyścigu na 10 mil. Na rozgrywanych dwa lata później igrzyskach olimpijskich w Seulu razem z Brettem Duttonem, Stephenem McGlede’em, Deanem Woodsem i Scottem McGrorym zdobył brązowy medal w drużynowym wyścigu na dochodzenie. Był to jego jedyny start olimpijski. Dwukrotnie zdobywał medale torowych mistrzostw kraju, ale nigdy nie zwyciężył. Startował również w wyścigach szosowych, ale nie odnosił większych sukcesów. Nigdy nie zdobył medalu na szosowych ani torowych mistrzostwach świata.